# Old lanE Editions
Old lanE Editions es la primera Editorial Hispana fundada en la rivera de Mersey. Con el fin de divulgar la literatura Cubana y sus autores en el Reino Unido. Esta pequeña casa editorial ha sido cocreada entre Cabaiguán y Liverpool. Este proyecto editorial pretende aglutinar un punto de encuentro entre el ávido lector inglés y el escritor cubano.

## Localización
La editorial se encuentra en dos países:
- Cuba
- Reino Unido